# José López Domínguez
 (décembre 2022).
Si vous disposez d'ouvrages ou d'articles de référence ou si vous connaissez des sites web de qualité traitant du thème abordé ici, merci de compléter l'article en donnant les références utiles à sa vérifiabilité et en les liant à la section « Notes et références ».
Pour les articles homonymes, voir José López, José Dominguez, López et Domínguez.
José López Domínguez, né à Marbella le 29 novembre 1829 et mort à Madrid le 17 octobre 1911, est un militaire et homme d'État espagnol, président du gouvernement du 6 juillet au 30 novembre 1906.

## Biographie
En 1854, alors lieutenant d'artillerie, il prend part au pronunciamiento de Leopoldo O'Donnell. Il appartient à la commission militaire envoyée à la guerre de Crimée et participe à une mission en Italie durant la guerre contre l'Autriche de 1859. En 1859 - 1860 il participe à la guerre entre l'Espagne et le sultan du Maroc et atteint le grade de colonel.
Affilié au Parti modéré de l'Union libérale, il est élu député à diverses reprises. Parent du général Serrano, il participe avec lui à la Révolution de 1868 et à la bataille d'Alcolea, au cours de laquelle les loyalistes de Manuel Pavía sont vaincus, et accède à cette occasion au grade de général.
Député aux Cortes constituantes de 1869, il est nommé secrétaire de la présidence puis secrétaire de la régence du gouvernement provisoire ayant Juan Prim comme président et Serrano comme régent.
En 1871 il accède au grade de maréchal de champ et le roi Amédée Ier le choisit comme consultant militaire personnel. Élu chef de l'armée du nord, il lutte en 1873 dans la Troisième guerre carliste. La même année il est appelé par Emilio Castelar pour faire le siège de Carthagène, soulevée par les cantonalistes. Après la reddition du canton de Carthagène en raison de dissensions internes des chefs carlistes, il retourne au nord et libère Bilbao, assiégé par ces derniers.
En 1874, après le coup d'État de Pavía et sous un nouveau gouvernement de Serrano, il est nommé capitaine général de Catalogne. Avec l'arrivée de la Restauration bourbonienne il s'affilie au Parti libéral de Sagasta et s'en sépare lorsque Serrano fonde le Parti de gauche dynastique (Partido de Izquierda Dinástica). Il occupe le ministère de la Guerre en 1883 dans un gouvernement de Posada Herrera.
En 1888 il se rapproche à nouveau de Sagasta et devient son ministre de la Guerre de 1892 à 1895. Au cours de la Campagne du Maroc (1907-1914) il obtient le grade de capitaine général. Il est également représentant de Malaga au Sénat, une chambre dont il sera plus tard président. 
En juillet 1906 il est finalement nommé président d'un gouvernement soutenu par José Canalejas et les secteurs les plus progressistes des libéraux. Au début de son exercice il occupe le portefeuille de la Guerre avant de le confier à Agustín de Luque y Coca. Victime de l'opposition véhémente de certains membres de son propre parti, il est écarté du gouvernement à la suite d'une manœuvre de Segismundo Moret moins de cinq mois après sa nomination.
Après sa démission il reste éloigné de la vie politique. Il meurt à Madrid le 17 octobre 1911.